# The Forest
The Forest (с англ. — «Лес») — компьютерная игра в жанре survival horror с открытым миром и видом от первого лица, разработанная и изданная канадской компанией Endnight Games. Ранняя альфа-версия игры была выпущена в Steam 30 мая 2014 года. Полная версия игры была выпущена в апреле 2018 года; осенью того же года вышла версия игры для PlayStation 4. В 2019 году разработчики анонсировали сиквел игры под названием Sons of the Forest.

## Игровой процесс
Игра посвящена выживанию на обитаемом полуострове: игровой персонаж, попавший туда в результате авиакатастрофы, должен находить себе пищу и кров, обороняться от туземцев-каннибалов. Крушение самолёта произойдёт в случайном месте, после чего игроку предлагается исследовать полуостров в поисках Тимми — сына главного героя, похищенного неизвестным человеком в красной краске, а также установить судьбу остальных пассажиров и раскрыть несколько загадок, связанных с прошлыми посетителями этого места, происхождением мутантов и огромного кратера посреди полуострова. Игроку придётся сопротивляться природным факторам, искать ресурсы для выживания, противостоять аборигенам. Каннибалы, противники игрового персонажа, не являются бездумными «зомби» — это племена, занятые собственным выживанием и имеющие развитый искусственный интеллект. Они могут убегать от игрока, следить за ним на расстоянии, чтобы узнать местонахождение его базы, проверять его выдержку, прекращая атаку в последний момент. Кроме каннибалов игроку также противостоят монстроподобные существа нескольких видов, иногда патрулирующие лес, а также встречающиеся в подземельях. Исследование пещер играет важную роль в продвижении по сюжету и ещё более опасно, чем путешествия на поверхности, потому что зачастую в пещерах очень темно. Игра отслеживает состояние рассудка главного героя, которое может быть ухудшено, в частности, путём каннибализма, но в целом система рассудка не играет значительной роли. Игроку предоставляется возможность изучения открытого мира с большим количеством возможностей. В игре представлена система крафтинга — строительства жилищ, укреплений, ловушек и изготовления вещей. Также разработчики представили системы скалолазания и дайвинга.

## Разработка
Разработчики поставили перед собой задачу сделать необычную игру, не похожую на другие игры в жанре survival horror, как Resident Evil и Silent Hill, и вместе с этим вдохновлялись такими фильмами, как «Ад каннибалов» и «Спуск», а также компьютерной игрой Minecraft.

## Отзывы и критика
| Сводный рейтинг    | Сводный рейтинг        |
| Агрегатор          | Оценка                 |
| ------------------ | ---------------------- |
| Metacritic         | PC: 83/100 PS4: 78/100 |
| OpenCritic         | 81/100                 |
| Иноязычные издания |                        |
| Издание            | Оценка                 |
| Destructoid        | 9/10                   |
| Game Informer      | 9/10                   |
| GamePro            | 82/100                 |
| GameSpot           | 8/10                   |
| IGN                | 8,4/10                 |
| Push Square        | [ 15 ]                 |

The Forest получила положительные отзывы, согласно агрегатору рецензий Metacritic.

### Продажи
Летом 2018 года, благодаря уязвимости в защите Steam Web API, стало известно, что точное количество пользователей сервиса Steam, которые играли в игру хотя бы один раз, составляет 5 552 274 человека.